# Ctenusa curvilinea
Ctenusa curvilinea là một loài bướm đêm trong họ Noctuidae.

## Hình ảnh

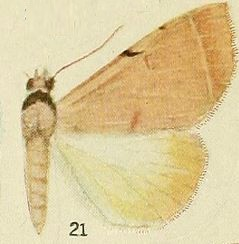